# Александрово (Хасковська область)
Алекса́ндрово (болг. Александрово) — село в Хасковській області Болгарії. Входить до складу общини Хасково.

## Населення
За даними перепису населення 2011 року у селі проживали 293 особи, з них 289 осіб (98,6%) — болгари.
Розподіл населення за віком у 2011 році:
Динаміка населення: